# Liste der Baudenkmale in Altenmedingen
In der Liste der Baudenkmale in Altenmedingen sind alle Baudenkmale der niedersächsischen Gemeinde Altenmedingen aufgelistet.  Die Quelle der IDs und der Beschreibungen ist der Denkmalatlas Niedersachsen. Der Stand der Liste ist der 5. November 2021.

## Altenmedingen

### Einzeldenkmal in Altenmedingen
| Lage                                    | Bezeichnung | Beschreibung | ID       | Bild           |
| --------------------------------------- | ----------- | --- | -------- | -------------- |
| Kirchstraße 53° 7′ 52″ N, 10° 35′ 59″ O | Kirche      | Die Baugeschichte geht bis auf das 12. Jahrhundert zurück. Die heutige Backsteinkirche enthält noch Feldsteinelemente des Vorgängerbaus. Der Chorraum stammt aus dem 14. Jahrhundert. 1869 wurde ein neuromanischer Westturm hinzugefügt. Die Kirche enthält einen bemerkenswerten Altaraufsatz. | 31081294 | Weitere Bilder |

## Aljarn

### Gruppe: Hofanlage Dorfplatz 4
Hofanlage auf unregelmäßig sektorförmiger Parzelle, die auf die ehemalige Rundlingsstruktur des Dorfes zurückgeht, mit Hofschafstall am Dorfplatz, freistehendem Wohnhaus und Längsdurchfahrtsscheune. Die Gruppe „Hofanlage Dorfplatz 4“ hat die ID 49481709.

| Lage                                     | Bezeichnung | Beschreibung | ID       | Bild |
| ---------------------------------------- | ----------- | --- | -------- | ---- |
| Dorfplatz 4 53° 10′ 14″ N, 10° 37′ 0″ O  | Scheune     | Fachwerkbau mit Backsteinausfachung unter Halbwalmdach. Außermittige Längsdurchfahrt.                                                                       | 31080935 | BW   |
| Dorfplatz 4 53° 10′ 13″ N, 10° 37′ 0″ O  | Wohnhaus    | Eingeschossiger Fachwerkbau mit Backsteinausfachung unter Halbwalmdach. Zweiachsiges Zwerchhaus unter Satteldach mittig in der südlichen Dachfläche.        | 31081175 | BW   |
| Dorfplatz 4 53° 10′ 12″ N, 10° 36′ 59″ O | Stall       | Giebelständiger Fachwerkbau unter Halmwalmdach. Außermittige Längsdurchfahrt an der Südseite, zusätzliches, zugesetztes Einfahrtstor am hofseitigen Giebel. | 31080958 | BW   |

### Gruppe: Hofanlage Dorfplatz 6
Hofanlage auf unregelmäßig sektorförmiger Parzelle, die auf die ehemalige Rundlingsstruktur des Dorfes zurückgeht, mit Wohn-/Wirtschaftsgebäude in Ausrichtung auf den Dorfplatz und parallel gestelltem, etwas zurückgesetztem Stallgebäude. Die Gruppe „Hofanlage Dorfplatz 6“ hat die ID 37204037.

| Lage                                    | Bezeichnung              | Beschreibung | ID       | Bild |
| --------------------------------------- | ------------------------ | --- | -------- | ---- |
| Dorfplatz 6 53° 10′ 12″ N, 10° 37′ 4″ O | Wohn-/Wirtschaftsgebäude | Giebelständiger Zweiständer-Fachwerkbau mit weiß gestrichener Backsteinausfachung auf massivem Sockel unter Halbwalmdach. Vorschauer am Wirtschaftsgiebel. Inschrift am Hauptbalken und am Dielentorsturz, mit Datierung "1853". | 31080981 | BW   |
| Dorfplatz 6 53° 10′ 11″ N, 10° 37′ 7″ O | Stall                    | Langgestrecktes Fachwerkgebäude mit weiß gestrichenen Ausfachungen unter Satteldach in Ziegeldeckung. Inschriftliche Datierung am Westgiebel.                                                                                    | 31081744 | BW   |

### Einzelbaudenkmale
| Lage                                      | Bezeichnung              | Beschreibung | ID       | Bild |
| ----------------------------------------- | ------------------------ | --- | -------- | ---- |
| Dorfplatz 8 53° 10′ 15″ N, 10° 36′ 56″ O  | Wohn-/Wirtschaftsgebäude | Freistehender Vierständer-Fachwerkbau mit Backsteinausfachung unter Halbwalmdach. Mansardzwerchgiebel über dem südwestlichen Fleeteingang. | 31081200 | BW   |
| Dorfplatz 10 53° 10′ 13″ N, 10° 36′ 56″ O | Wohn-/Wirtschaftsgebäude | Giebelständiges Vierständer-Fachwerkhaus mit Backsteinausfachung unter Halbwalmdach mit Ausrichtung des Wohngiebels zum Dorfplatz. Vorschauer am Wirtschaftsgiebel sowie am traufseitigen Eingang zum Wohnteil. Inschriften an den Hauptbalken des Wohn- und Wirtschaftsgiebels.                                      | 31081225 | BW   |
| Zum Heller 4 53° 10′ 10″ N, 10° 36′ 57″ O | Wohn-/Wirtschaftsgebäude | Giebelständiger Zweiständer-Fachwerkbau mit Backsteinausfachung unter Halbwalmdach. Wirtschaftsgiebel nach Norden zum Dorfplatz ausgerichtet. Zusätzliches Quereinfahrtstor an der westlichen Traufseite. Inschriften an den Hauptbalken der beiden Giebelseiten sowie am Dielentorsturz, mit Datierung "[...] 1858". | 31081269 | BW   |

## Bohndorf

### Einzeldenkmal in Bohndorf
| Lage                                        | Bezeichnung | Beschreibung | ID       | Bild |
| ------------------------------------------- | ----------- | --- | -------- | ---- |
| Im Dorfe 10 ABC 53° 10′ 40″ N, 10° 38′ 8″ O | Schafstall  | Fachwerkbau unter Halbwalmdach mit Ziegelpfannendeckung. Heute mittige Längsdurchfahrt. Erbaut unter Verwendung von Bauteilen des 18. Jahrhunderts in der zweiten Hälfte des 19. Jahrhunderts. | 31081401 | BW   |
| Im Dorfe 10 ABC 53° 10′ 40″ N, 10° 38′ 7″ O | Baumbestand | | 31081087 | BW   |

## Bostelwiebeck

### Einzeldenkmal in Bostelwiebeck
| Lage                               | Bezeichnung | Beschreibung | ID       | Bild |
| ---------------------------------- | ----------- | --- | -------- | ---- |
| Nr. 17 53° 9′ 0″ N, 10° 39′ 51″ O  | Schafstall  | Traufständiger Fachwerkbau mit Backsteinausfachung auf massivem Sockel unter Halbwalmdach. Zwei ausmittige Längsdurchfahrten. Inschriften an beiden Giebelrähmen, mit Datierung "[...] 1826" am Ostgiebel. | 31081031 | BW   |
| Nr. 17 53° 8′ 58″ N, 10° 39′ 51″ O | Scheune     | Fachwerkbau mit Backsteinausfachung unter Satteldach mit Blechdeckung. Außermittiges Einfahrtstor an der westlichen Giebelseite. Inschrift am Westgiebelrähm, mit Datierung "ANNO 1782 [...]".             | 31081421 | BW   |

## Eddelsdorf

### Einzeldenkmal in Eddelsdorf
| Lage                                    | Bezeichnung                                                           | Beschreibung | ID       | Bild |
| --------------------------------------- | --------------------------------------------------------------------- | --- | -------- | ---- |
| Nr. 3 53° 8′ 43″ N, 10° 37′ 0″ O        | Wohn- und Wirtschaftsgebäude mit Feldsteinpflasterung und Einfriedung | Sichtbacksteinbau mit traufständigem Wohnteil an der Dorfstraße und an dessen rückseite quer angebautem Wirtschaftsteil. Wohnteil zweigeschossig auf bossiertem Putzsockel unter Halbwalmdach in Pfannendeckung. Mittelrisalit mit Ecklisenen unter Satteldach an der Ostfassade. Wirtschaftsteil mit Fachwerk-Drempel unter ziegelgedecktem Halbwalmdach mit niedrigerem First. Mittelrisalit mit Ecklisenen und Giebelzier unter Satteldach an der Nordfassade. Einfriedung des östlichen Vorgartens sowie der östlichen Hofzufahrt aus Metallzaun mit Backsteinpfeilern auf massivem Sockel. | 31081588 | BW   |
| Zur Mühle 4 53° 8′ 50″ N, 10° 37′ 49″ O | Ehemalige Windmühle                                                   | Viergeschossige Holländerwindmühle in Sichtbacksteinmauerwerk. Galerie erneuert. Kappe blechverkleidet. Seit 1932 ohne Flügel. | 31081607 | BW   |

## Haaßel

### Einzeldenkmal in Haaßel
| Lage                                                         | Bezeichnung     | Beschreibung | ID       | Bild |
| ------------------------------------------------------------ | --------------- | --- | -------- | ---- |
| Bei den Königsgräbern von Haaßel 53° 7′ 33″ N, 10° 37′ 22″ O | Außenschafstall | Der Außenschafstall befindet sich bei den Königsgräbern von Haaßel. Fachwerkbau auf Feldsteinsockel mit reetgedecktem Halbwalmdach. Erbaut in der ersten Hälfte des 19. Jahrhunderts. Für die Heideregion typischer, nur noch selten erhaltener Bautyp eines Außenschafstalles für die Sommernutzung. | 31081625 |      |

## Reisenmoor

### Einzeldenkmal in Reisenmoor
| Lage                                     | Bezeichnung | Beschreibung | ID       | Bild |
| ---------------------------------------- | ----------- | --- | -------- | ---- |
| Reisenmoor 6 53° 8′ 32″ N, 10° 35′ 23″ O | Forsthaus   | Anstelle des Forsthofes befand sich ein Dorf, diese fiel im 15. Jahrhundert wüst. Der Forsthof wurde im Jahre 1765 errichtet, das Forsthaus wurde 1793 erbaut. | 31081676 | BW   |